# Dzintari
Dzintari är en badort vid Rigabukten i Lettland och utgör en stadsdel i Jūrmala. Fram till 1922 hade orten namnet Edinburga, döpt efter hertigen av Edinburgh som 1874 gifte sig med tsarens dotter, Maria Alexandrovna av Ryssland. Antalet invånare är 2 050. I Dzintari finns bland annat en välbesökt konsertsal (Dzintaru koncertzāle) och en stadspark med 200-åriga tallar (Dzintaru Mežaparks).